# Bunodosoma kuekenthali
Bunodosoma kuekenthali is een zeeanemonensoort uit de familie Actiniidae. De anemoon komt uit het geslacht Bunodosoma. Bunodosoma kuekenthali werd in 1910 voor het eerst wetenschappelijk beschreven door Pax. 